# Giubileo ebraico
Nell'ebraismo, il giubileo trova le sue radici nella Bibbia ebraica ed è l'anno al termine dei sette cicli di Shemittah (anni sabbatici); secondo le normative bibliche aveva un impatto speciale sulla proprietà terriera e la relativa gestione in Terra di Israele: la Legge di Mosè (Torah) aveva fissato per il popolo ebraico un anno particolare, al termine di "sette settimane di anni, cioè sette volte sette anni; queste sette settimane di anni faranno un periodo di quarantanove anni"Esiste comunque un dibattito se fosse il 49º anno o se fosse l'anno successivo . Il giubileo ebraico tratta in gran parte di terra, proprietà, e diritti terrieri. Secondo Levitico, la celebrazione di quest'anno comportava, tra l'altro, la restituzione delle terre agli antichi proprietari, la remissione dei debiti, la liberazione di schiavi e prigionieri, il riposo della terra, e la misericordia divina particolarmente manifesta.Le regole bibliche che si riferiscono agli anni sabbatici (shemittah) sono tuttora osservate da molti ebrei religiosi nello Stato di Israele, ma le normative del giubileo non vengono osservate da molti secoli. Secondo la Torah, l'osservanza del giubileo si applica soltanto quando il popolo ebraico dimora in Terra di Israele ripartito nelle rispettive Tribù. Pertanto, dopo l'esilio della Tribù di Ruben, della Tribù di Gad e della Tribù di Manasse il giubileo non è più applicabile.

## Etimologia
La Septuaginta traduce la parola ebraica yovel con "uno squillo della tromba di libertà" (ἀφέσεως σημασία, afeseos semasia), e la Vulgata con il latino iobeleus. Si ritiene che il termine italiano giubileo derivi dal lemma ebraico yobel (attraverso il latino jubilaeus), che a sua volta deriva da yōbēl, che significa "montone"; l'anno di giubileo era annunciato dal suono dello shofar (in ebraico שופר‎?), un piccolo corno di montone utilizzato come strumento musicale, ancora oggi per esempio durante la ricorrenza di Yom Kippur.
La parola è stata accostata al verbo latino iūbilō, "gridare di gioia", che compare solo nel tardo latino ma precede la Vulgata e ha origini onomatopeiche o indoeuropee.

## Origine e scopo
(Levitico 25:10)
I biblisti sostengono che il Giubileo sia uno sviluppo logico dell'anno sabbatico. Piuttosto che aspettare il 50º o 49º anno, il "Codice deuteronomico" richiede che gli schiavi ebrei siano liberati durante il loro 7º anno di servizio, e lo stesso ordina il "Codice dell'Alleanza" (Esodo 21:2-6) che alcuni studiosi veterotestamentari considerano anticipi il "Codice della Santità"; anche il Libro di Ezechiele, che alcuni studiosi considerano preceda il Codice della Santità, fa riferimento ad un anno di libertà (in ebraico שנת דרור‎?), durante il quale la proprietà è restituita al proprietario originale (o ai suoi eredi, Ezechiele 46:17), ma la parola דרור viene usata da Geremia per descrivere la liberazione degli schiavi durante l'anno sabbatico (Geremia 34:14-15), che diversi biblisti pensano implichi che Ezechiele si riferisca all'anno sabbatico. Si ipotizza che il trasferimento di questa normativa al 49º o 50º anno fosse un tentativo intenzionale per riflettere il fatto che Shavuot cade 50 giorni dopo Pesach, e segue le sette settimane del raccolto (Conteggio dell'Omer); questo parallelo è considerato importante dalla Cabala ebraica.

## Normativa
La normativa biblica riguardo all'anno del giubileo forma parte del Codice della Santità, che appare nella Torah come parte delle raccolte di leggi date sul Monte Sinai o Monte Horeb. Secondo tale normativa, il giubileo doveva essere annunciato dopo la conta dei 49 anni, creando pertanto l'ambiguità se il giubileo fosse entro il 49º anno, o lo seguisse come intercalazione (embolismo) nel cicli sabbatici dei 7 anni; gli studiosi veterotestamentari e le fonti rabbiniche classiche dissentono sulla questione.
Il requisito biblico è che l'anno giubilare dovesse essere trattato come un anno sabbatico, con la terra a riposo, ma richiedeva anche la restituzione obbligatoria di tutti i beni ai proprietari originali o ai loro eredi, eccezione fatta per le case di laici all'interno delle città entro le mura, oltre all'affrancamento di tutti i servi israeliti.
Le regole bibliche affermano che la terra debba riposare un "Shabbat" quando i Figli di Israele fossero arrivati nel territorio che Dio aveva loro dato. Il "Seder Olam Rabbah" (secondo secolo), affermava che questo versetto significasse che il conteggio non doveva iniziare fino a dopo che gli israeliti avessero ottenuto il controllo di Canaan, che il Seder Olam poneva a 14 anni dopo la loro entrata nel territorio. Questa interpretazione è stata in gran parte adottata da susseguenti studi rabbinici. Uno dei motivi di questa interpretazione del testo levitico era che se il conteggio iniziava prima che la terra fosse stata completamente conquistata, diveniva necessario che gli Israeliti restituissero la terra ai Cananei entro 50 anni; preoccupazioni nazionalistiche simili circa l'impatto del giubileo sulla proprietà terriera sono state sollevate in tempi moderni da coloni sionisti. Da un punto di vista giuridico, la legge del giubileo in effetti bandiva la vendita di terra come proprietà assoluta, mentre la terra poteva solo essere affittata per non più di 50 anni. La normativa biblica continua specificando che il prezzo della terra doveva essere proporzionale a quanti anni rimanevano prima del giubileo, diventando più conveniente man mano che l'anno giubilare si avvicinava.

## Durata del ciclo
Poiché il 49º anno era già un anno sabbatico, la terra doveva esser lasciata incolta in tale periodo, ma se anche il 50º anno doveva essere rispettato, come giubileo, allora per due anni nessun raccolto era disponibile, e solo i frutti estivi erano accessibili per l'anno seguente, creando quindi un più grande rischio di carestia; Giuda il Principe asseriva che l'anno giubilare fosse identico al 49º anno sabbatico. Tuttavia, la maggioranza dei rabbini classici credevano che la frase biblica dichiarerete santo il cinquantesimo anno (Levitico 25:10) insieme alla promessa biblica che "in vostro favore io disporrò un raccolto abbondante per il sesto anno ed esso vi darà frutti per tre anni" (Levitico 25:21) implica che l'anno giubilare fosse il 50º anno. L'opinione dei Geonim, e generalmente di autorità successive, era che prima della cattività babilonese il giubileo fosse l'intercalazione del 50º anno, ma dopo che la cattività finì il giubileo venne praticamente ignorato, fatta eccezione per il suono del shofar, e coincideva con il 49º anno sabbatico; la ragione era che il giubileo dovesse essere osservato quando gli ebrei controllavano tutta Canaan, inclusi i territori della Tribù di Ruben e quella di Gad e la parte orientale della Tribù di Manasse.
La durata del ciclo giubilare continua ad essere d'interesse per la ricerca biblica moderna, come anche la questione della praticità della normativa, e se fu mai attivata su base nazionale. Riguardo alla lunghezza del ciclo, tre importanti studi accademici sono stati dedicati alla questione e sono d'accordo nell'affermare che durasse 49 anni, mentre dissentono sull'interpretazione di altre problematiche connesse. Le ragioni fornite da questi autori a supporto del ciclo di 49 anni sono sia testuali (esaminando tutti i rispettivi testi biblici), sia pratiche. Il documento calendariale "4Q319" presente nei Manoscritti del Mar Morto espone molto chiaramente i cicli giubilari.

### Date secondo il calcolo talmudico
La tabella riporta le date degli anni sabbatici e del giubileo, secondo i calcoli del Talmud.
| PERIODO                                  | ANNO DELLA CREAZIONE | ANNI DALL'INSEDIAMENTO IN PALESTINA | DATA (a.C. / d.C.) | NUMERO DI ANNI SABBATICI | NUMERO DEI GIUBILEI      |
| ---------------------------------------- | -------------------- | ----------------------------------- | ------------------ | ------------------------ | ------------------------ |
|                                          |                      |                                     | a.C.               |                          | (ciclo di 50 anni)       |
| Passaggio del Giordano                   | 2489                 | ...                                 | 1271               |                          |                          |
| Conquista e insediamento della Palestina | 2503                 |                                     | 1257               |                          |                          |
| Primo anno sabbatico                     | 2510                 | 7                                   | 1250               | 1                        |                          |
| Primo giubileo                           | 2553                 | 50                                  | 1207               | 7                        | 1                        |
| Esilio delle Dieci Tribù                 | 3187                 | 684                                 | 573                | 95,6                     | 13,34                    |
| Distruzione del Primo Tempio             | 3338                 | 835                                 | 422                | 117                      | 16,35 (ciclo di 49 anni) |
| Seconda entrata in Palestina             | 3408                 |                                     | 352                | 127                      | 18,7                     |
| Inizia Era Seleucida                     | 3448                 | Dalla distruzione del Tempio        | 312                | 135,5                    | 18,47                    |
| Distruzione del Secondo Tempio           | 3828                 |                                     | d.C. 68-69         | 187                      | 26,35                    |
| Inizia il ciclo sabbatico esilico        | 3829                 | 1                                   | 69-70              |                          |                          |
| Anno sabbatico (XIX sec.)                | 5665                 | 1836                                | 1904-5             | 449,2                    | 64,9                     |
| Ultimo anno sabbatico inizierà           | 5999                 |                                     | 2238               | 497                      | 71                       |
| Giubileo cabalistico inizierà            | 6000                 |                                     | 2239               |                          |                          |

### Date secondo alcuni moderni esegeti
Secondo il Talmud (Arakin 12b) la visione di Ezechiele ebbe luogo nel giorno di inizio del 17° giubileo. Poiché la visione era avvenuta il 10 Tishri del quattordicesimo anno dopo la caduta di Gerusalemme, cioè nel 574 a.C., il primo giubileo, cioè l'ingresso in Canaan, si sarebbe svolto nel 1406 a.C. Questa data è in buon accordo con la cronologia biblica derivata dagli esegeti utilizzando le durate indicate nei Libri dei Re.

## Significato teologico
Il testo del Levitico sostiene che il giubileo esisteva perché la terra era proprietà di Yahweh, ed i suoi occupanti erano soltanto dei forestieri o affittuari, pertanto la terra non doveva essere venduta per sempre. Fonti midrashiche affermano che il giubileo era stato creato per conservare la suddivisione originale della terra tra le Tribù israelite, come testimonia la tradizione rabbinica che il giubileo non doveva essere imposto finché gli Israeliti fossero stati in controllo di Canaan. Levitico afferma anche che gli Israeliti erano i servitori di Yahweh, che i rabbini classici considerarono una giustificazione della manomissione degli schiavi israeliti durante il giubileo, usando l'argomentazione che nessun uomo deve avere due padroni, e quindi, come servi di Yahweh, gli Israeliti non devono essere anche servitori degli uomini.
Un'altra interpretazione teologica sul giubileo è spiegata dalla monografia dello studioso Andrew Steinmann sulla cronologia biblica. Steinmann discute a lungo delle testimonianze relative ai vari anni sabbatici preesilici, e come cadessero tutti in un numero integrale di periodi settennali prima del giubileo di Ezechiele. Nota inoltre che la data dell'ingresso nel territorio sottesa dal giubileo di Ezechiele (il diciassettesimo) è in accordo con la data calcolata da 1 Re 6:1 e 5:6 5:6. Queste considerazioni cronologiche sono di solito trascurate nelle discussioni della normativa relativa al giubileo e agli anni sabbatici, ma Steinmann ne evidenzia l'importanza teologica come segue:
(A. E. Steinmann, From Abraham to Paul: A Biblical Chronology, p. 53)
| Anno              | Avvenimento |
| ----------------- | --- |
| 331/330 a.C.      | Remissione delle tasse sotto Alessandro Magno per gli anni sabbatici                                                     |
| 163/162 a.C.      | Seconda battaglia di Beth-Zur; estate del 162 a.C.                                                                       |
| 135/134 a.C.      | Assassinio di Simone l'Asmoneo                                                                                           |
| 37/36 a.C.        | Erode conquista Gerusalemme il 10 Tishri (Yom Kippur) subito dopo la fine dell'anno sabbatico 37/36 a.C.                 |
| 41/42 d.C.        | Recita di Deuteronomio 7:15 da parte di Agrippa I durante un anno postsabbatico, confermando l'anno sabbatico 41/42      |
| 55/56             | Nota di debito da Wadi Murabba'at nel secondo anno di Nerone, 55/56, che indica il 55/56 come anno sabbatico             |
| 69/70             | Distruzione di Gerusalemme nella seconda parte (motsae, "uscita") dell'anno sabbatico 69/70                              |
| 132/133           | Contratti d'affitto di Simon Bar Kokheba che indicano il 132/133 come anno sabbatico                                     |
| 443/434 e 440/441 | Tre lapidi tombali del IV secolo e del V secolo vicino Sodoma indicano che il 433/434 e il 440/441 furono anni sabbatici |